# Gouvernement Djerad I
Pour les articles homonymes, voir Gouvernement Djerad.
République algérienne démocratique et populaire
Bedoui Djerad II
Le gouvernement Djerad I est le gouvernement algérien en fonction du 4 janvier au 23 juin 2020.

## Formation
Le gouvernement est formé à la suite de l'élection de Abdelmadjid Tebboune comme président de la République et à la nomination de Abdelaziz Djerad comme Premier ministre.
Le 29 décembre 2019, le président Abdelmadjid Tebboune nomme Belaïd Mohand-Oussaïd ministre conseiller à la Communication et porte-parole officiel de la présidence de la République.
Le gouvernement entre en fonction le 4 janvier 2020.

## Composition
Le 2 janvier 2020, le ministre conseiller à la communication et porte-parole officiel de la Présidence de la République, Belaïd Mohand-Oussaïd dévoile la liste des ministres de ce gouvernement,.
- Premier ministre : Abdelaziz Djerad
- Ministre de la Défense nationale : Abdelmadjid Tebboune
- Ministre de l'Intérieur, des Collectivités locales et de l'Aménagement du territoire : Kamel Beldjoud
- Ministre des Affaires étrangères : Sabri Boukadoum
- Ministre de la Justice, garde des Sceaux : Belkacem Zeghmati
- Ministre des Finances : Abderrahmane Raouya
- Ministre de l'Énergie : Mohamed Arkab
- Ministre des Moudjahidine et des Ayants droit : Tayeb Zitouni
- Ministre des Affaires religieuses et des Wakfs : Youcef Belmehdi
- Ministre de l'Éducation nationale : Mohamed Oujaout
- Ministre de l'Enseignement supérieur et de la Recherche scientifique : Chems Eddine Chitour
- Ministre de la Formation et de l’Enseignement professionnels : Hoyem Benfreha
- Ministre de la Culture : Malika Bendouda
- Ministre de la Poste et des Télécommunications : Brahim Boumzar
- Ministre de la Jeunesse et des Sports : Sid Ali Khaldi
- Ministre de la Solidarité nationale, de la Famille et de la Condition de la femme : Kaoutar Krikou
- Ministre de l'Industrie et des Mines : Ferhat Aït Ali
- Ministre de l'Agriculture et du Développement rural : Chérif Omari
- Ministre de l'Habitat, de l’Urbanisme et de la Ville : Kamel Nasri
- Ministre du Commerce : Kamel Rezig
- Ministre de la Communication, porte-parole du gouvernement : Ammar Belhimer
- Ministre des Travaux publics et des Transports : Farouk Chiali
- Ministre des Ressources en eau : Arezki Berraki
- Ministre du Tourisme, de l’Artisanat et du Travail familial : Hacène Mermouri
- Ministre de la Santé, de la Population et de la Réforme hospitalière : Abderrahmane Benbouzid
- Ministre du Travail, de l'Emploi et de la Sécurité sociale : Ahmed Chawki Fouad Acheuk Youcef
- Ministre des Relations avec le Parlement : Basma Azouar
- Ministre de l’Environnement et des Énergies renouvelables : Nassira Benharrats
- Ministre de la Pêche et des Productions halieutiques : Sid Ahmed Ferroukhi
- Ministre de la Micro-entreprise, des Start-up et de l'Économie de la connaissance : Yassine Djeridene

- Ministres délégués : 
  - Ministre délégué aux Statistiques et à la Prospective : Bachir Messaitfa
  - Ministre délégué à l'Agriculture saharienne : Fouad Chehat
  - Ministre délégué au Commerce extérieur : Aïssa Bekkai
  - Ministre délégué à l'Industrie pharmaceutique : Lotfi Benbahmad
  - Ministre délégué à de l'Environnement saharien : Hamza Al Sid Cheikh
  - Ministre délégué chargé des Incubateurs : Nassim Dhiafat
  - Ministre délégué chargé des Start-up : Yacine Oualid

- Secrétaires d'État : 
  - Secrétaire d'État chargé de la Production culturelle : Salim Dada
  - Secrétaire d'État chargé de l'Industrie cinématographique : Youcef Sehairi
  - Secrétaire d'État chargé du Sport d'élite : Noureddine Morceli
  - Secrétaire d'État chargé de la Communauté et des Compétences à l'étranger : Rachid Bladehane

## Trombinoscope

### Premier ministre
| Image | Fonction         | Nom              | Parti       |
| ----- | ---------------- | ---------------- | ----------- |
|       | Premier ministre | Abdelaziz Djerad | Indépendant |

### Ministres
| Image | Fonction                                                                             | Nom                              | Parti       |
| ----- | ------------------------------------------------------------------------------------ | -------------------------------- | ----------- |
|       | Ministre de la Défense nationale                                                     | Abdelmadjid Tebboune             | FLN         |
|       | Ministre de l'Intérieur, des Collectivités locales et de l'Aménagement du territoire | Kamel Beldjoud                   |             |
|       | Ministre des Affaires étrangères                                                     | Sabri Boukadoum                  |             |
|       | Ministre de la Justice, garde des Sceaux                                             | Belkacem Zeghmati                |             |
|       | Ministre des Finances                                                                | Abderrahmane Raouya              |             |
|       | Ministre de l'Énergie                                                                | Mohamed Arkab                    |             |
|       | Ministre des Moudjahidine et des Ayants droit                                        | Tayeb Zitouni                    | RND         |
|       | Ministre des Affaires religieuses et des Wakfs                                       | Youcef Belmehdi                  |             |
|       | Ministre de l'Éducation nationale                                                    | Mohamed Oujaout                  |             |
|       | Ministre de l'Enseignement supérieur et de la Recherche scientifique                 | Chems Eddine Chitour             |             |
|       | Ministre de la Formation et de l’Enseignement professionnels                         | Hoyem Benfriha                   |             |
|       | Ministre de la Culture                                                               | Malika Bendouda                  |             |
|       | Ministre de la Poste, des Télécommunications et du Numérique                         | Brahim Boumzar                   |             |
|       | Ministre de la Jeunesse et des Sports                                                | Sid Ali Khaldi                   |             |
|       | Ministre de la Solidarité nationale, de la Famille et de la Condition de la femme    | Kaoutar Krikou                   |             |
|       | Ministre des PME/PMI                                                                 | Hassane Djeridane                |             |
|       | Ministre de l'Industrie et des Mines                                                 | Ferhat Aït Ali                   |             |
|       | Ministre de l'Agriculture                                                            | Chérif Omari                     |             |
|       | Ministre de l'Habitat, de l’Urbanisme et de la Ville                                 | Kamel Nasri                      |             |
|       | Ministre du Commerce                                                                 | Kamel Rezig                      |             |
|       | Ministre de la Communication, porte-parole du gouvernement                           | Ammar Belhimer                   |             |
|       | Ministre des Travaux publics et des Transports                                       | Farouk Chiali                    |             |
|       | Ministre des Ressources en eaux                                                      | Arezki Berraki                   |             |
|       | Ministre du Tourisme et de l’Artisanat                                               | Hacène Mermouri                  |             |
|       | Ministre de la Santé, de la Population et de la Réforme hospitalière                 | Abderrahmane Benbouzid           |             |
|       | Ministre du Travail, de l’Emploi et de la Sécurité sociale                           | Ahmed Chawki Fouad Acheuk Youcef |             |
|       | Ministre des Relations avec le Parlement                                             | Bessma Azouar                    | FM          |
|       | Ministre de l’Environnement et des Énergies renouvelables                            | Nassira Benharrats               |             |
|       | Ministre de la Pêche                                                                 | Sid Ahmed Ferroukhi              | Indépendant |

### Ministres délégués
| Image | Fonction                                              | Nom                 | Parti       |
| ----- | ----------------------------------------------------- | ------------------- | ----------- |
|       | Ministre délégué aux Statistiques et à la Prospective | Bachir Messaitfa    | Indépendant |
|       | Ministre délégué à l'Agriculture saharienne           | Fouad Chehat        | Indépendant |
|       | Ministre délégué au Commerce extérieur                | Aïssa Bekkai        | Indépendant |
|       | Ministre délégué à l'Industrie pharmaceutique         | Lotfi Benbahmad     | Indépendant |
|       | Ministre délégué à de l'Environnement saharien        | Hamza Al Sid Cheikh | Indépendant |
|       | Ministre délégué chargé des Incubateurs               | Nassim Diafat       | Indépendant |
|       | Ministre délégué chargé des Start-ups                 | Yacine Oualid       | Indépendant |

### Secrétaires d’État
| Image | Fonction                                                                  | Nom                   | Parti       |
| ----- | ------------------------------------------------------------------------- | --------------------- | ----------- |
|       | Secrétaire d'État chargé de la production culturelle                      | Salim Dada            | Indépendant |
|       | Secrétaire d'État chargé de l'Industrie cinématographique                 | Bachir Youcef Sehairi | Indépendant |
|       | Secrétaire d'État chargé de la Communauté et des Compétences à l'étranger | Rachid Bladehane      | Indépendant |
|       | Secrétaire d'État chargé du Sport d'élite                                 | Noureddine Morceli    | Indépendant |

## Analyses
La composition du gouvernement est annoncée le 2 janvier 2020 par Mohand-Oussaïd à la télévision, une première. Celui-ci comprend cinq ministres sortants, notamment régaliens, ainsi que 6 ministres sous Bouteflika, un ministre âgé de 26 ans chargé des starts ups, une première également, et la suppression du poste de vice-ministre de la Défense,. La société civile, notamment des universitaires, investit largement la composition du gouvernement avec 10 postes ; une députée du Front El Moustakbal, qui avait critiqué ouvertement l'ancien Premier ministre Ahmed Ouyahia en lui indiquant que le peuple était contre la candidature d'Abdelaziz Bouteflika en février 2019, fait partie de ce gouvernement. Les anciens ministres sous Bouteflika qui font partie de ce gouvernement ont souvent été limogés et marginalisés par celui-ci et sont en quelque sorte réhabilités dans ce gouvernement comme Farouk Chiali chargé des Transports et des Travaux publics, dont le limogeage fut attribué à Ali Haddad à l'époque. Cinq femmes sont nommées ; parmi elles, Bessma Azouar, ministre des Relations avec le Parlement, porte un voile islamique, un fait inédit dans le pays,,.